# Estació de Wiencourt-l'Equipée
L'estació de Wiencourt-l'Equipée és una estació ferroviària situada al municipi francès de Wiencourt-l'Equipée (al departament del Somme).
És servida pels trens del TER Picardie.
| Provinença | Estació anterior | Línia        | Estació següent | Destinació    |
| ---------- | ---------------- | ------------ | --------------- | ------------- |
| Amiens     | Marcelcave       | TER Picardie | Guillaucourt    | Saint-Quentin |
| Amiens     | Marcelcave       | TER Picardie | Guillaucourt    | Reims         |